# Matlab

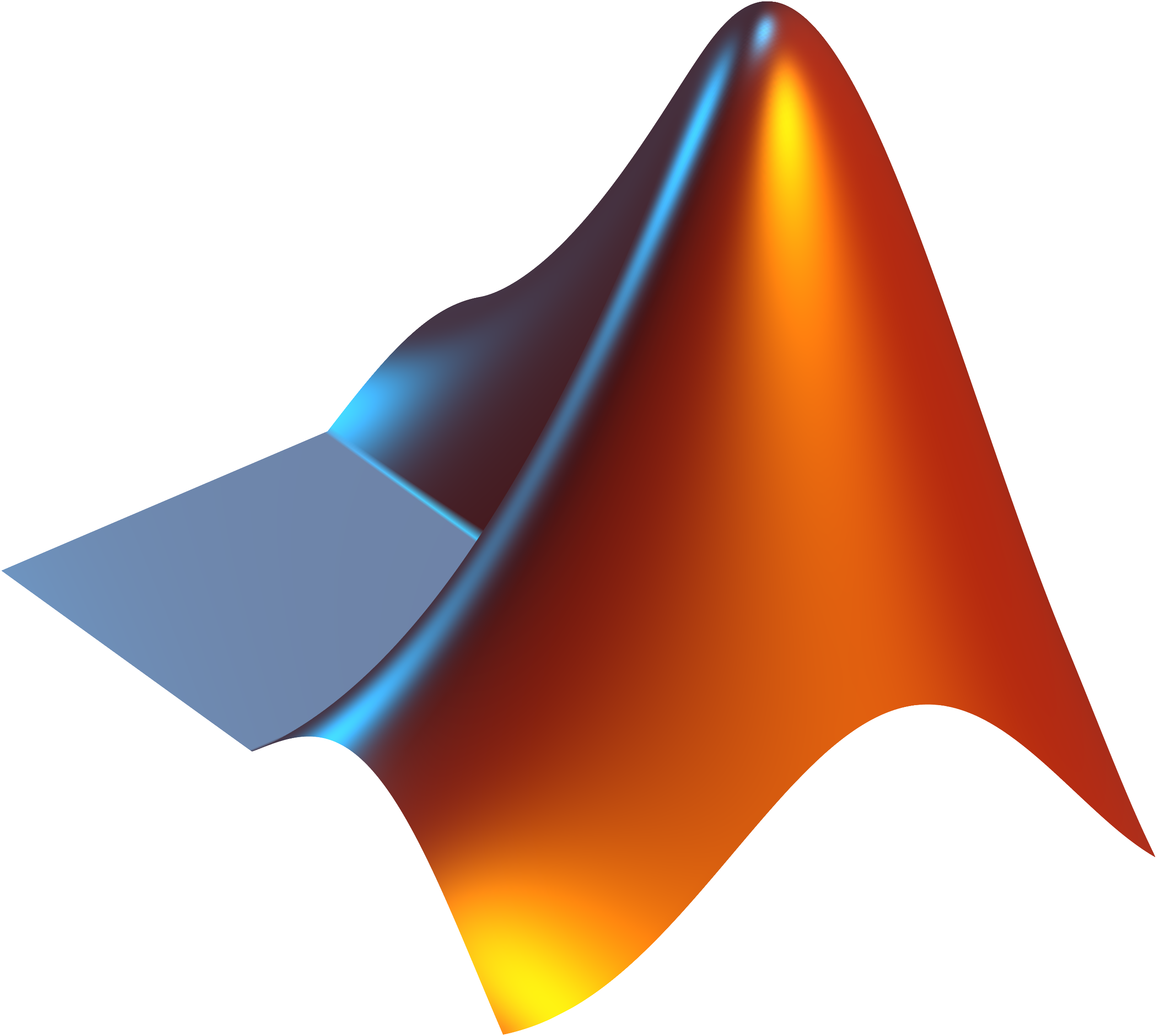
Matlabs logotyp, föreställande en L-formad egenfunktion

MATLAB är ett datorprogram och  programspråk från företaget MathWorks som främst används för matematiska och tekniska beräkningar. Språket är främst interpreterande. Namnet MATLAB står för Matrix Laboratory, vilket syftar på att alla variabler i språket är matriser. Språket används flitigt av ingenjörer och nationalekonomer och lärs ut vid matematikundervisning vid universitet och högskolor i hela Sverige.

## Möjligheter
MATLAB ger möjlighet att utföra beräkningar inom ett flertal olika områden tack vare inbyggt stöd för många färdiga funktioner. Med hjälp av skript kan man automatisera många beräkningar. MATLAB är ett programspråk med stöd för bland annat:
- läsa/skriva till fil
- visa bilder, grafik och diagram
- skapa grafiska användargränssnitt

När det gäller programspråksdelen är MATLAB ett så kallat skriptspråk, det vill säga skrivna program tolkas under körningen. Dock finns stöd för att även köra kompilerade filer med ett visst format, så kallade mex-filer. Dessa kan vara skrivna i exempelvis C, C++ eller Java. Förutom att höja effektiviteten vid körning kan färdigkompilerade filer också till viss del användas för att bygga ut MATLAB, exempelvis finns en tredjeparts-toolbox för att kommunicera via TCP/IP.

## Användningsområden
- Teknisk beräkning

Matematiska beräkningar, analys, statistik, visualisering och algoritmutveckling.
- Kontrolldesign

Modellbaserad design av kontrollsystem där simulering, snabb prototypframtagning och källkodsgenerering för inbäddade system ingår.
- Signalprocesser och kommunikationer

Modellbaserad design av signalbehandlings- och kommunikationssystem, inklusive simulering, källkodsgenerering och verifiering
- Bildbehandling

Inläsning av bilder, analys, visualisering och utveckling av algoritmer
- Test och uppmätning

Hårdvarukoppling och dataanalys för test och mätapplikationer
- Beräkningsbiologi - systembiologi

Analys, visualisering och simulering av biologiska data och system
- Finansiell modellering och analys

Finansiell modellering, analys och applikationsutveckling

## Alternativ
Det finns ett flertal alternativ till MATLAB:
- GNU Octave - till stor del kompatibelt med MATLAB, fritt (GPL)
- Scilab - MATLAB liknande syntax som kan konverteras till Scilab, numeriskt, fritt (GPL)
- COMSOL Script - låst mjukvara inom finit elementanalys, för COMSOL Multiphysics
- R - statistik, fritt (GPL)
- Maple - låst programvara från Maplesoft
- Wolfram Mathematica - låst programvara från Wolfram Research
- MathCloud – Kör MATLAB/Octave skript och data med andra och gör dina beräkningar på lånat beräkningskluster
- Freemat - MATLAB liknande syntax och många funktioner samt IDL funktionalitet, numeriskt, fritt (GPL)
- Modelica

Dessa språk/verktyg är inte 100% kompatibla med MATLAB.

## Exempel

### Hello world i MATLAB
```
>>
 
disp
(
'Hello World!'
)

Hello
 
World!

```

### Invertera matris
```
>>
 
A
 
=
 
[
1
 
2
;
 
3
 
4]

A
 
=
 

     
1
     
2

     
3
     
4

>>
 
Ainv
 
=
 
inv
(
A
)

Ainv
 
=
 

    
-
2.0000
     
1.0000

     
1.5000
    
-
0.5000

```